# Come (album av Prince)
Come är ett musikalbum av Prince från 1994, släppt på Warner Bros. Records.

## Lålista
1. Come
2. Space
3. Pheromone
4. Loose!
5. Papa
6. Race
7. Dark
8. Solo
9. Letitgo
10. Orgasm